# Plastid
Plastiden (von altgriechisch πλαστός plastós „geformt“) sind die in Pflanzen und Algen vorkommenden besonderen Zellorganellen, die aus endosymbiontisch lebenden Zellen hervorgegangen sind und unter anderem für die Photosynthese gebraucht werden, oder die aus solchen Organellen evolutionär hervorgegangen sind.

## Bau
Plastiden verfügen (fast immer) über ein eigenes ringförmiges Genom (plastidäres Genom oder auch Plastom genannt), sowie eigene Ribosomen (Plastoribosomen genannt), die in seine plasmatische Grundsubstanz (Stroma) eingebettet sind. Darüber hinaus liegen weitere plastidenspezifische Komponenten für die plastidäre Replikation, Transkription und Translation vor.
Nach den sie umhüllenden Membranen unterscheidet man einfache Plastiden, die auf ein primäres Endosymbioseereignis zurückzuführen sind und von zwei Hüllmembranen umgeben sind, und komplexe Plastiden, die durch sekundäre oder tertiäre Endosymbiose entstanden und so drei oder vier Hüllmembranen besitzen.
Kommen in einer Zelle mehrere Plastiden vor, so sind diese meist über Stromuli miteinander verbunden.

## Evolution

Beziehungen zwischen den Typen von Plastiden in Gefäßpflanzen

Die einfachen Plastiden der Glaucocystophyceen, Rotalgen, Grünalgen (Chlorophyta) und Landpflanzen (Embryophyta) stammen wahrscheinlich aus einer primären Endosymbiose. Sie sind monophyletisch, d. h. die drei Algengruppen und die Landpflanzen (Embryophyta) stammen von einem gemeinsamen einzelligen Vorfahren ab, dessen Nachkommen sich in drei Evolutionslinien aufspalteten:
- Die Plastiden der Glaucocystophyceen werden Cyanellen (auch Cyanoplasten oder Muroplasten) genannt, verwenden als Lichtsammelkomplexe Phycobilisomen und sind noch von einem Rest einer bakteriellen Zellwand umgeben.
- Die Plastiden der Rotalgen heißen Rhodoplasten, enthalten ebenfalls noch Phycobilisomen, jedoch keine bakterielle Zellwand mehr.
- Die Chloroplasten der Grünalgen und höheren Pflanzen bilden keine Phycobilisomen mehr, enthalten Chlorophyll b und bilden Stärke im Plastiden.
- Die Plastiden der Braunalgen nennt man auch Phaeoplasten.

Auch die Plastiden der amöboiden Paulinella chromatophora (Euglyphida, s. u.), sowie einiger anderer Arten dieser Gattung, sind offenbar primäre Chloroplasten (Chromatophoren oder Cyanellen genannt). Diese Klade der Gattung Paulinella stammt offenbar von einem Vorfahren ab, der unabhängig und viel später ein Cyanobakterium aus der Verwandtschaft der Gattungen Prochlorococcus und Synechococcus aufgenommen hatte.
a Es hat sich mittlerweile herausgestellt, dass die Chromalveolata paraphyletisch sind in Bezug auf die Rhizaria.
Bei den Gefäßpflanzen unterscheidet man neben den (photosynthetisch aktiven) Chloroplasten weitere Typen von Plastiden: die Gerontoplasten und Etioplasten als Entwicklungen der Chloroplasten, sowie den Chromoplasten und den Leukoplasten, aus dem Amyloplasten, Elaioplasten und Proteinoplasten hervorgehen können. Proplastid wird jener Vorläufertyp genannt, aus dem sich die Plastiden entwickeln können.
Die übrigen Algen aus den Evolutionslinien der Stramenopilen, Haptophyta, Cryptophyceae, Chlorarachniophyta und Euglenozoa bilden komplexe Plastiden. Die Wirtszellen sind nicht mit den obengenannten der Plantae (Rotalgen, Grünalgen, sog. höhere Pflanzen und vermutlich auch Glaucocystophyceen) verwandt, jedoch ihre Plastiden, die höchstwahrscheinlich aus sekundären Endosymbiosen herstammen.
Die photosynthetisch aktiven Vertreter der Euglenozoa (= Euglenida) und die Chlorarachniophyta erhielten ihre Plastiden durch Aufnahme einer Grünalge, enthalten also komplexe Chloroplasten, alle übrigen sind auf Rotalgen zurückzuführen, also komplexe Rhodoplasten. Bei Dinoflagellaten finden sich verschiedene Endosymbiose-Ereignisse von sekundären Endosymbiosen mit Rotalgen, tertiären Endosymbiosen mit Haptophyceen und Cryptophyceen bis zu instabilen Kleptoplastiden, die wieder verdaut werden.
Seit den 1990er-Jahren hat man plastidenähnliche Zellorganellen auch in verschiedenen Protozoen, den Apicomplexa, gefunden. Über die „Apicoplasten“ genannten Zellbestandteile verfügen etwa auch die Malaria-Erreger aus der Gattung Plasmodium. Nach heutigem Stand des Wissens handelt es sich hierbei um komplexe Rhodoplasten.

## Teilung
Lange Zeit war unbekannt, wie Plastiden sich teilen und ihre Form verändern. Heute weiß man, dass auch Bakterien ein Zytoskelett besitzen, dessen Proteine evolutionäre Vorläufer des eukaryotischen Zytoskeletts sind. Aus Versuchen am Laubmoos Physcomitrella patens (unter anderem mit Knockout-Moosen) ist bekannt, dass die FtsZ-Proteine, Tubulin-Homologe, nicht nur an der Chloroplasten-Teilung beteiligt sind, sondern auch ein komplexes Netzwerk in den Plastiden ausbilden können. Sie erfüllen ähnliche Funktionen wie das Zytoskelett im Cytoplasma.

## Sonstiges
- Ein weiteres primäres Endosymbiose-Ereignis ist mit einem nicht-photosynthetischen cyanobakteriellen Symbionten in der Kieselalgenfamilie Rhopalodiaceae (Ordnung Rhopalodiales) bekannt.[12]
- Ein weiterer Fall ist das Wimpertierchen Pseudoblepharisma tenue[13] (Heterotrichea), das neben einem Grünalgen-Endosymbionten (Chlorella sp. K10, sekundäre Endosymbiose), auch ein photosynthetisch aktives Bakterium als Endosymbionten hat – dies ist aber kein Cyanobakterium, sondern ein Schwefelpurpurbakterium aus der Familie Chromatiaceae (Candidatus Thiodictyon intracellulare[14][15]).[16]